# Стоян Пронев
Стоян Пронев е български революционер, деец на Вътрешната македоно-одринска революционна организация.

## Биография
Стоян Пронев е роден в град Лозенград в Османската империя. Занимава се с търговия а от 1900 година е член на ВМОРО. През февруари 1903 година е избран за касиер на Лозенградския околийски комитет на ВМОРО, но няколко месеца по-късно бяга в Княжество България, подгонен от турските власти. Установява се да живее във Варна.